# Birmees schrift
Het Birmese schrift (Birmaans: မြန်မာအက္ခရာ, mranma akkha.ra) behoort tot de Brahmische schriften en wordt geclassificeerd als een abugida. Het wordt voornamelijk gebruikt in Myanmar.

## Geschiedenis
Net als veel andere Brahmische schriften, vindt het Birmese schrift zijn oorsprong in het Brahmischrift, dat voor het eerst werd gebruikt in de 3e eeuw voor Christus. Uit dit schrift zijn in de loop der tijd talloze regionale varianten ontstaan, waarvan er enkele sterk van elkaar verschillen. In de 8e eeuw na Christus werd een afstammeling van het Brahmischrift geïntroduceerd in het gebied van het huidige Myanmar om de Mon-taal op te schrijven. Toen de Bamar naar het gebied emigreerden, namen ze het Mon-schrift of het Pyu-schrift over, die afstammen van het Kadambaschrift of het Pallavaschrift. De oudste geschreven documenten in het Birmese schrift komen uit de 11e eeuw na Christus.
Volgens de geleerde Aung-Thwin stamt het Birmese schrift het meest waarschijnlijk af van het Pyu-schrift en niet van het Oud Mon-schrift, omdat er geen historische vermelding is van Mon-migratie van Dvaravati naar Neder-Myanmar, geen inscriptie gevonden is in het Oud Mon-schrift in Neder-Myanmar, er geen bewezen verband bestaat tussen de schriften van Dvaravati en Pagan en er geen gedateerde Oud Mon-inscripties zijn behalve die geschreven in het Birmese schrift, in het hele land van Myanmar. Er is echter wel een paleografische verbinding tussen het Birmese schrift en het Pyu-schrift en er zijn wel nauwe culture, taalkundige, historische en politieke banden tussen Pyu- en Birmaanstaligen voor ten minste twee tot drie eeuwen vóór het eerste contact tussen Birmaans- en Montaligen. Aung-Thwin beargumenteert daardoor dat het Mon-schrift afstamt van het Birmese schrift en niet andersom.
Het oorspronkelijk hoekige schrift heeft zich in de loop der tijd ontwikkeld tot het ronde schrift van nu. Het ronde schrift vindt zijn oorsprong in het feit dat in het begin palmbladeren werden gebruikt als medium, dat zou scheuren bij het kerven van rechthoekige letters.

## Gebruik
Het Birmese schrift wordt voornamelijk gebruikt om de Birmese taal te schrijven, de officiële taal van Myanmar. Talrijke minderheidstalen die op Birmees grondgebied worden gesproken, gebruiken afgeleide vormen van het Birmese schrift, waarvan sommige aanzienlijk verschillen, waaronder verscheidene Karen-talen, Shan, Mon, De'ang en andere kleinere talen. Sanskriet en Pali kunnen ook met het Birmese schrift worden geschreven.

## Beschrijving

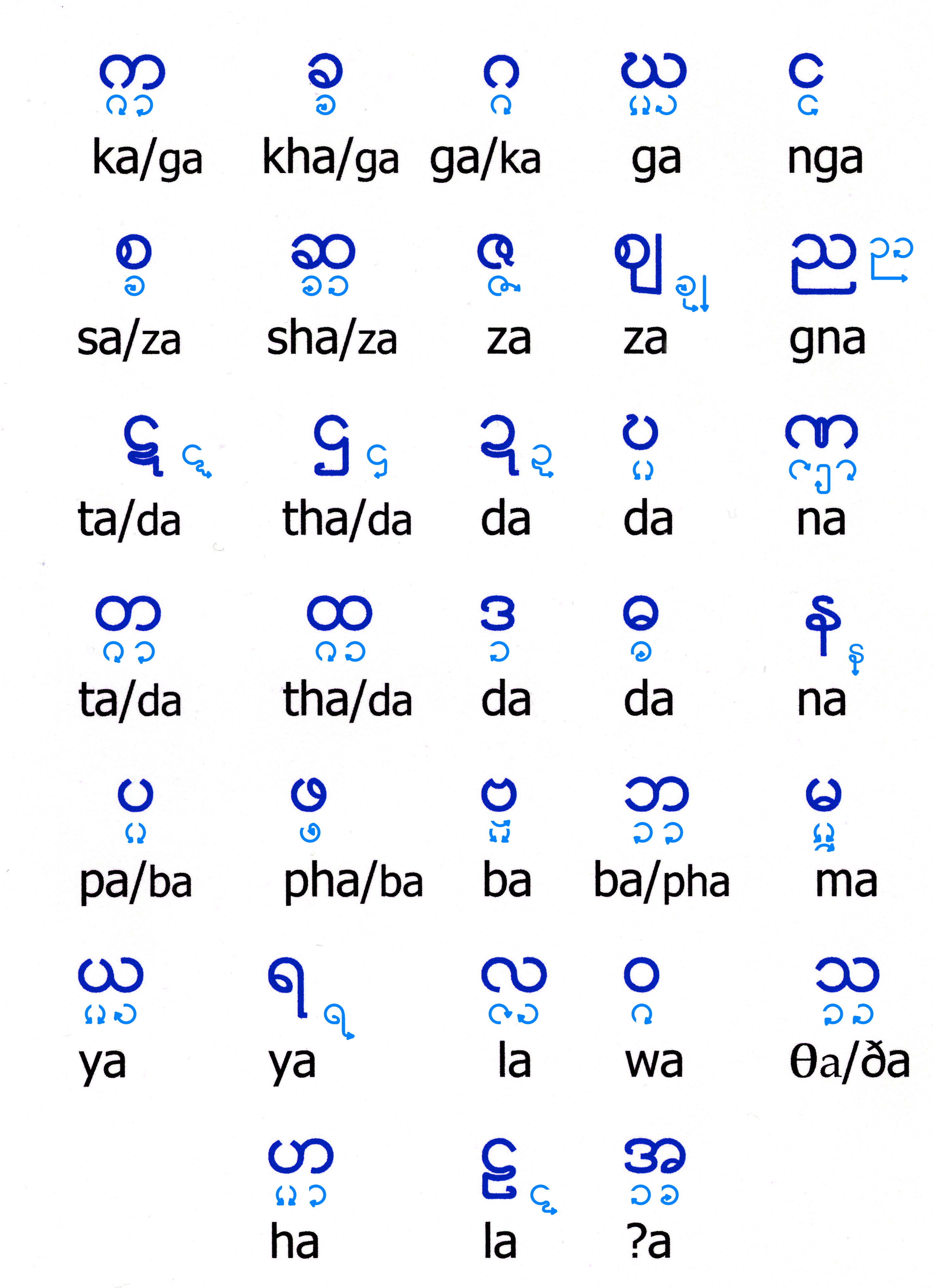
Schrijfvolgorde en -richting van Birmese medeklinkers

Het Birmese schrift is, net als de andere Brahmische schriften, een tussenvorm van het alfabet en het syllabische schrift, een zogenaamde abugida. In een abugida heeft elke medeklinker die geen klinkerteken heeft de inherente klinker “a“, die kan worden veranderd door klinkertekens toe te voegen aan de medeklinker. De medeklinker က stelt dus “ka" voor, ကိ een "ki".
Het Birmese schrift wordt net als de andere Bhramische schriften, horizontaal van links naar rechts geschreven; er is geen onderscheid tussen hoofdletters en kleine letters. Afzonderlijke woorden worden zonder spatie aan elkaar geschreven. Spaties in de tekst scheiden zinsdelen. Een pauze binnen een zin wordt gemarkeerd met een enkele verticale lijn, het einde van de zin met een dubbele verticale lijn.

### Klinkers
De onafhankelijke klinkertekens aan de linkerkant worden alleen gebruikt voor klinkers zonder bijbehorende medeklinkers, bijvoorbeeld aan het begin van een woord of na een andere klinker. Als een klinker daarentegen samen met een medeklinker voorkomt, worden de gecombineerde klinkertekens aan de rechterkant gebruikt, die samen met het medeklinkerteken een vaste eenheid vormen. De gecombineerde klinkertekens worden hier getoond met als voorbeeld de medeklinker က "k".
Er is geen onderscheid meer tussen korte en lange klinkers in het Birmese schrift, de desbetreffende letters worden in plaats daarvan gebruikt om de toon te markeren.
Voor het klinkerteken "a", dat naast de gelijknamige klinker ook voorkomt als onderdeel van het klinkerteken "au", is er een tweede, alternatieve vorm dat wordt gebruikt bij bepaalde medeklinkers zoals ဂ "g", bijvoorbeeld ဂါ "ga"; dit voorkomt verwarring aangezien *ဂာ "ga" er precies zo uitziet als de medeklinker က "k". Bepaalde talen die met het Birmese schrift geschreven worden gebruiken alleen de alternatieve vorm.
| Losse klinkertekens | Losse klinkertekens | Losse klinkertekens | Gecombineerde klinkertekens | Gecombineerde klinkertekens | Gecombineerde klinkertekens |
| Teken               | Transliteratie      | Klank               | Teken                       | Transliteratie              | Klank                       |
| ------------------- | ------------------- | ------------------- | --------------------------- | --------------------------- | --------------------------- |
| အ                   | a.                  | [[a̰]], [ə]          | က                           | ka.                         | [ka̰], [kə]                  |
| အာ                   | a                   | [à]                 | ကာ                           | ka                          | [kà]                        |
| အား                   | a:                  | [á]                 | ကား                           | ka:                         | [ká]                        |
| ဣ                   | i.                  | [ḭ]                 | ကိ                           | ki.                         | [kḭ]                        |
| ဤ                   | i                   | [ì]                 | ကီ                           | ki                          | [kì]                        |
| အီး                   | i:                  | [í]                 | ကီး                           | ki:                         | [kí]                        |
| ဥ                   | u.                  | [ṵ]                 | ကု                           | ku.                         | [kṵ]                        |
| ဦ                   | u                   | [ù]                 | ကူ                           | ku                          | [kù]                        |
| ဦး                   | u:                  | [ú]                 | ကူး                           | ku:                         | [kú]                        |
| ဧ့                   | e.                  | [ḛ]                 | ကေ့                           | ke.                         | [kḛ]                        |
| ဧ                   | e                   | [è]                 | ကေ                           | ke                          | [kè]                        |
| ဧး                   | e:                  | [é]                 | ကေး                           | ke:                         | [ké]                        |
| အဲ့                   | ai.                 | [ɛ̰]                 | ကဲ့                           | kai.                        | [kɛ̰]                        |
| အယ်‌                  | ai                  | [ɛ̀]                 | ကယ်‌                          | kai                         | [kɛ̀]                        |
| အဲ                   | ai:                 | [ɛ́]                 | ကဲ                           | kai:                        | [kɛ́]                        |
| အို့                   | ui.                 | [o̰]                 | ကို့                           | kui.                        | [ko̰]                        |
| အို                   | ui                  | [ò]                 | ကို                           | kui                         | [kò]                        |
| အိုး                   | ui:                 | [ó]                 | ကိုး                           | kui:                        | [kó]                        |
| အော့                   | au.                 | [ɔ̰]                 | ကော့                           | kau.                        | [kɔ̰]                        |
| ဪ                   | au                  | [ɔ̀]                 | ကော်                           | kau                         | [kɔ̀]                        |
| ဩ                   | au:                 | [ɔ́]                 | ကော                           | kau:                        | [kɔ́]                        |

### Medeklinkers

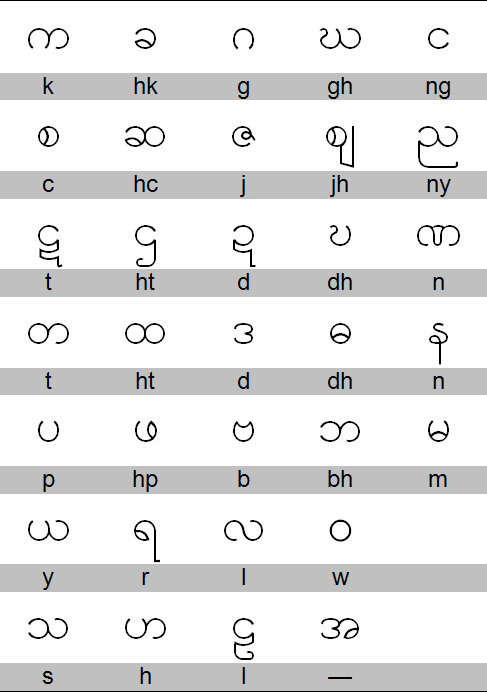
Medeklinkertabel van het Birmese schrift

Het Birmese schrift bevat 33 medeklinkers. Het teken အ wordt als medeklinker geteld, hoewel het meestal deel uitmaakt van onafhankelijke klinkertekens. De transliteratie wordt in deze tabel weergegeven zonder de inherente klinker a, die meestal altijd aanwezig is als de medeklinker geen klinkerteken of asat heeft.
De medeklinker ည "ny" heeft een alternatieve glief ဉ. Dit wordt gebruikt wanneer de medeklinker aan het einde van een lettergreep komt of wordt gecombineerd met het klinkerteken "a".
| Teken | Transliteratie | Klank    |
| ----- | -------------- | -------- |
| က     | k              | [k]      |
| ခ     | hk             | [kʰ]     |
| ဂ     | g              | [g]      |
| ဃ     | gh             | [g]      |
| င     | ng             | [ŋ]      |
| စ     | c              | [s]      |
| ဆ     | hc             | [sʰ]     |
| ဇ     | j              | [z]      |
| ဈ     | jh             | [z]      |
| ည     | ny             | [ɲ]      |
| ဋ     | t              | [t]      |
| ဌ     | ht             | [tʰ]     |
| ဍ     | d              | [d]      |
| ဎ     | dh             | [d]      |
| ဏ     | n              | [n]      |
| တ     | t              | [t]      |
| ထ     | ht             | [tʰ]     |
| ဒ     | d              | [d]      |
| ဓ     | dh             | [d]      |
| န     | n              | [n]      |
| ပ     | p              | [p]      |
| ဖ     | hp             | [pʰ]     |
| ဗ     | b              | [b]      |
| ဘ     | bh             | [b]      |
| မ     | m              | [m]      |
| ယ     | y              | [j]      |
| ရ     | r              | [j], [r] |
| လ     | l              | [l]      |
| ဝ     | w              | [w]      |
| သ     | s              | [θ], [ð] |
| ဟ     | h              | [h]      |
| ဠ     | l              | [l]      |
| အ     | —              | [ʔ]      |

### Ligaturen
Onder bepaalde omstandigheden kunnen twee medeklinkers binnen een cluster onder elkaar worden geschreven, vergelijkbaar met het Tibetaanse schrift. De medeklinkers behouden hun oorspronkelijke vorm. In het Birmese woord ကမ္ဘာ ("ka.mbha"; aarde, wereld) worden bijvoorbeeld de medeklinkers မ "m" en ဘ "bh" onder elkaar geschreven. De enige uitzonderingen zijn ဿ "ss" en ဠ္ဠ "ll".
Als de medeklinkers "y", "r", "w" of "h" worden gebruikt als onderdeel van een medeklinkercluster, vormen ze speciale vormen. De uitspraak van deze speciale vormen is echter niet ondubbelzinnig. Meerdere van deze vormen kunnen in één lettergreep voorkomen, zoals ကျွှ "hkyw".
| Teken | Transliteratie |
| ----- | -------------- |
| ကျ     | ky             |
| ကြ     | kr             |
| ကွ     | kw             |
| ကှ     | hk             |

## Cijfers

Birmese cijfers in verschillende stijlen (van nul tot negen)

Het Birmese schrift heeft zijn eigen numerieke tekens.
| Getal  | 0 | 1 | 2 | 3 | 4 | 5 | 6 | 7 | 8 | 9 |
| Cijfer | ၀ | ၁ | ၂ | ၃ | ၄ | ၅ | ၆ | ၇ | ၈ | ၉ |

## Romanisering
Er is geen officieel systeem voor de transcriptie van Birmees in het Latijnse schrift. De spelling van Birmaanse termen hangt daarom in grote mate af van de doeltaal waarin ze worden getranscribeerd. Er zijn echter verschillende spellingen te vinden, zelfs op Birmese websites, bijvoorbeeld Tanintharyi - Taninthayi als naam voor de regio Tanintharyi.

## Unicode
Unicode codeert het Birmese schrift in het Unicode-blok Burmese in het codebereik U+1000-U+109F. Andere tekens zijn opgenomen in het Unicode-blok Burmese, extended-A in het codebereik U+AA60-U+AA7F en in Birmese, extended-B in het codebereik U+A9E0-U+A9FF.
|      | 0 | 1 | 2 | 3 | 4 | 5 | 6 | 7 | 8 | 9 | A | B | C | D | E | F |
| ---- | - | - | - | - | - | - | - | - | - | - | - | - | - | - | - | - |
| 1000 | က | ခ | ဂ | ဃ | င | စ | ဆ | ဇ | ဈ | ဉ | ည | ဋ | ဌ | ဍ | ဎ | ဏ |
| 1010 | တ | ထ | ဒ | ဓ | န | ပ | ဖ | ဗ | ဘ | မ | ယ | ရ | လ | ဝ | သ | ဟ |
| 1020 | ဠ | အ | ဢ | ဣ | ဤ | ဥ | ဦ | ဧ | ဨ | ဩ | ဪ | ါ  | ာ  | ိ  | ီ  | ု  |
| 1030 | ူ  | ေ  | ဲ  | ဳ  | ဴ  | ဵ  | ံ  | ့  | း  | ္  | ်  | ျ  | ြ  | ွ  | ှ  | ဿ |
| 1040 | ၀ | ၁ | ၂ | ၃ | ၄ | ၅ | ၆ | ၇ | ၈ | ၉ | ၊ | ။ | ၌ | ၍ | ၎ | ၏ |
| 1050 | ၐ | ၑ | ၒ | ၓ | ၔ | ၕ | ၖ  | ၗ  | ၘ  | ၙ  | ၚ | ၛ | ၜ | ၝ | ၞ  | ၟ  |
| 1060 | ၠ  | ၡ | ၢ  | ၣ  | ၤ  | ၥ | ၦ | ၧ  | ၨ  | ၩ  | ၪ  | ၫ  | ၬ  | ၭ  | ၮ | ၯ |
| 1070 | ၰ | ၱ  | ၲ  | ၳ  | ၴ  | ၵ | ၶ | ၷ | ၸ | ၹ | ၺ | ၻ | ၼ | ၽ | ၾ | ၿ |
| 1080 | ႀ | ႁ | ႂ  | ႃ  | ႄ  | ႅ  | ႆ  | ႇ  | ႈ  | ႉ  | ႊ  | ႋ  | ႌ  | ႍ  | ႎ | ႏ  |
| 1090 | ႐ | ႑ | ႒ | ႓ | ႔ | ႕ | ႖ | ႗ | ႘ | ႙ | ႚ  | ႛ  | ႜ  | ႝ  | ႞ | ႟ |
| A9E0 | ꧠ | ꧡ | ꧢ | ꧣ | ꧤ | ꧥ  | ꧦ | ꧧ | ꧨ | ꧩ | ꧪ | ꧫ | ꧬ | ꧭ | ꧮ | ꧯ |
| A9F0 | ꧰ | ꧱ | ꧲ | ꧳ | ꧴ | ꧵ | ꧶ | ꧷ | ꧸ | ꧹ | ꧺ | ꧻ | ꧼ | ꧽ | ꧾ |   |
| AA60 | ꩠ | ꩡ | ꩢ | ꩣ | ꩤ | ꩥ | ꩦ | ꩧ | ꩨ | ꩩ | ꩪ | ꩫ | ꩬ | ꩭ | ꩮ | ꩯ |
| AA70 | ꩰ | ꩱ | ꩲ | ꩳ | ꩴ | ꩵ | ꩶ | ꩷ | ꩸ | ꩹ | ꩺ | ꩻ  | ꩼ  | ꩽ  | ꩾ | ꩿ |